# Fundacja Ratownictwa Tatrzańskiego TOPR
Fundacja Ratownictwa Tatrzańskiego TOPR – polska fundacja powołana w 1990 r. z siedzibą w Zakopanem, aby wspierać ratownictwo górskie w Tatrach.  
Fundacja finansuje m.in. zakup sprzętu dla Tatrzańskiego Ochotniczego Pogotowia Ratunkowego oraz szkolenia ratowników TOPR. Prowadzi również działalność edukacyjną w postaci spotkań i szkoleń. 
Od 2010 roku fundacja posiada status organizacji pożytku publicznego (OPP).

## Cele
Cele fundacji sformułowane w statucie:
1. rozwój ratownictwa górskiego w Tatrach,
2. wspieranie rozwoju bazy technicznej /obiektów, wyposażenia i sprzętu/ ratownictwa tatrzańskiego,
3. pomoc stypendialna na działalność szkoleniową dla ratowników tatrzańskich,
4. wspieranie działalności wydawniczej ratownictwa tatrzańskiego,
5. wspieranie inicjatyw nawiązywania kontaktów z ośrodkami ratownictwa górskiego w kraju i poza granicami, oraz innymi służbami ratowniczymi,
6. wspieranie inicjatyw mających na celu ochronę środowiska w Tatrach,
7. wsparcie socjalne ratowników TOPR oraz członków ich najbliższej rodziny względnie osób pozostających we wspólnym pożyciu, w przypadkach wypadków bądź zachorowań ratowników TOPR,
8. wspieranie i finansowanie innej działalności związanej z ratownictwem górskim.